# کلاته سهرآب (بجنورد)
کلاته سهرآب (بجنورد)، روستایی از توابع بخش گرمخان شهرستان بجنورد در استان خراسان شمالی ایران است. زبان اهالی این روستا کردی کرمانجی است و نام خانوادگی اکثریت اهالی این روستا ایزانلو و یزدانی است.

## جمعیت
این روستا در دهستان گرمخان قرار دارد و براساس سرشماری مرکز آمار ایران در سال ۱۳۸۵، جمعیت آن ۴۹۴ نفر (۱۲۵خانوار) بوده‌است و بسیاری از اهالی این روستا به شهر مهاجرت کرده و در شهرهای بجنورد، مشهد و تهران و بندر عباس زندگی می‌کنند.

## مکان های دیدنی
با توجه به موقعیت مکانی این روستا و دوری از شهر بکر بودن آن همچنان حفظ گشته است و از جمله محل های دیدنی آن می توان به تخت میرزا، بیازیان و چغرلانک که دارای چشمه های فراوان است اشاره نمود.